# Гері Басараба
Гері Басараба (нар. 16 березня 1959, Едмонтон, Канада) — канадський актор. Він з’явився в ролі сержанта Річарда Санторо у фільмі Стівена Бочка «Південь Брукліна» та офіцера Рея Хехлера в схваленому критиками, але недовгому фільмі «Бумтаун». Він тричі працював на Мартіна Скорсезе, спочатку в «Останній спокусі Христа», потім в «Ірландці» та «Вбивцях квіткового місяця».

## Кар'єра
У 1985 році він знявся у фільмі One Magic Christmas з Мері Стінберген. У 1987 році він з'явився в епізодах «Обов'язок і честь» (3х15) і «Честь серед злодіїв» (4х16) культового серіалу «Поліція Маямі».
Басараба зіграв Гейвуда Брауна, одного з найвидатніших американських журналістів 20 століття, у фільмі «Місис. «Паркер і порочне коло» в 1994 році, а в 1996 році з'явився в ролі Альберто в «Стриптизі». Він зіграв шерифа Грейді Кілгора у «Смажених зелених помідорах». Він також зіграв святого Андрія в «Останній спокусі Христа» та зіграв роль у «Солодких снах».
У 2001 році він зіграв головну роль у фільмі «Рецепт вбивства». 
Басараба зіграв батька Джека Ґрейнджера в One Magic Christmas разом із Мері Стінберген і зіграв Гомера Цукермана в рімейку «Павутиння Шарлотти». З 2007 року він з'явився в канадському телесеріалі Mixed Blessings.
Басараба також чотири рази з’являвся у франшизі «Закон і порядок», як бармен в оригінальному епізоді серіалу під назвою «Точка зору», як офіцер виправної установи в епізоді «Закон і порядок» «Братство» у 2004 році, а також в епізодах СВУ під назвою «Паразити» в ролі чоловіка зниклої жінки та «Сторож» в ролі захисника.
У 2010 році він зіграв роль Джиммі Берка в After Hours, десятому епізоді першого сезону поліцейської драми CBS Blue Bloods.
Басараба також грав роль Герба Реннета в телесеріалі «Божевільні».  Він також був голосом здоровенного Смурфа в ігровому сімейному фільмі «Смурфики».  У 2015 році він зіграв роль Ніла в епізоді The Leftovers. У 2016 році він зіграв роль Дона в «Аудиторі».
В епічному кримінальному фільмі Мартіна Скорсезе 2019 року «Ірландець» Басараба зіграв Френка «Фітца» Фіцсіммонса, який був виконувачем обов’язків президента Міжнародного братства водіїв з 1967 по 1971 рік і президентом з 1971 по 1981 рік.

## Фільмографія

### Фільми
| рік      | Назва                                    | Роль                 | Примітки |
| -------- | ---------------------------------------- | -------------------- | -------- |
| 1985 рік | Затока Аламо                             | Леон                 |          |
| 1985 рік | Солодкі сни                              | Вудхаус              |          |
| 1985 рік | Одне Чарівне Різдво                      | Джек Грейнджер       |          |
| 1986 рік | Без пощади                               | Джо Коллінз          |          |
| 1987 рік | Хто ця дівчина                           | Службовець доставки  |          |
| 1988 рік | Остання спокуса Христа                   | Андрій               |          |
| 1989 рік | Маленька Мила                            | Бармен               |          |
| 1991 рік | Темний вітер                             | Ларрі                |          |
| 1991 рік | Смажені зелені помідори                  | Грейді Кілгор        |          |
| 1994 рік | Пані. Паркер і порочне коло              | Гейвуд Браун         |          |
| 1994 рік | Війна                                    | Додж                 |          |
| 1996 рік | Стриптиз                                 | Альберто             |          |
| 1997 рік | Подих життя                              | Джон                 |          |
| 2002 рік | К-9: ПІ                                  | Піт Тіммонс          |          |
| 2002 рік | Невірний                                 | Дет. Мирожник        |          |
| 2006 рік | Павутина Шарлотти                        | Гомер Цукерман       |          |
| 2009 рік | Захоплення підземки 123                  | Джеррі Поллард       |          |
| 2011 рік | Смурфики                                 | здоровенний          |          |
| 2011 рік | Смурфики: Різдвяна пісня                 | здоровенний          |          |
| 2013 рік | Смурфики: Легенда про Смурфієву западину | здоровенний          |          |
| 2013 рік | Смурфики 2                               | здоровенний          |          |
| 2016 рік | Аудитор                                  | Дон                  |          |
| 2017 рік | Субурбікон                               | Мітч                 |          |
| 2018 рік | Американські тварини                     | Уоррен Ліпка старший |          |
| 2018 рік | Маленька Італія                          | Вінс Кампо           |          |
| 2019 рік | Ірландець                                | Френк Фіцсіммонс     |          |
| 2023 рік | Вбивці квіткової повні                   | Вільям Дж. Бернс     |          |
| 2023     | Звук свободи                             | Ерл Бьюкенен         |          |

### Телебачення
| Рік        | Назва                                       | Роль                      | Примітки                             |
| ---------- | ------------------------------------------- | ------------------------- | ------------------------------------ |
| 1987, 1989 | Поліція Маямі                               | Сайрус / Dr. Моріс        | 2 епізоди                            |
| 1991       | In the Line of Duty: Manhunt in the Dakotas | Leland Winters            | Телевізійний фільм                   |
| 1992       | Afterburn                                   | Bill Decker               | Телевізійний фільм                   |
| 1992, 2004 | Закон і порядок                             | Various roles             | 2 епізоди                            |
| 1993       | For Their Own Good                          | Roy Wheeler               | Телевізійний фільм                   |
| 1994       | Northern Exposure                           | Willie                    | Епізод: "Up River"                   |
| 1994, 2000 | Поліція Нью-Йорка                           | Various roles             | 3 епізоди                            |
| 1995       | New York Undercover                         | Tirelli                   | Епізод: "Eliminate the Middleman"    |
| 1995       | A Horse for Danny                           | Solly                     | Телевізійний фільм                   |
| 1995       | The Wright Verdicts                         | Arthur Broat              | Епізод: "Family Matters"             |
| 1995       | Homicide: Life on the Street                | Paul Garbarek             | Епізод: "A Doll's Eyes"              |
| 1996       | Swift Justice                               | Davis Malcolm             | Епізод: "Isaiah's Daughter"          |
| 1996       | The Writing on the Wall                     | Leafman                   | Телевізійний фільм                   |
| 1997       | Dead Silence                                | Shephard Wilcox           | Телевізійний фільм                   |
| 1997       | What Happened to Bobby Earl?                | Jack Dietrick             | Телевізійний фільм                   |
| 1997       | The Outer Limits                            | Бен Міллер                | Епізод: "Heart's Desire"             |
| 1997       | Falls Road                                  | Charlie Kilmer            | Телевізійний фільм                   |
| 1997–1998  | Brooklyn South                              | Richard Santoro           | 22 епізоди                           |
| 1998       | Martial Law                                 | Tom McNiece               | Епізод: "Cop Out"                    |
| 1999       | Holy Joe                                    | Ernie Blevins             | Телевізійний фільм                   |
| 1999       | Ранковий випуск                             | Сем Купер                 | Епізод: "The Out-of-Towner"          |
| 1999       | Family Law                                  | Maury French              | Епізод: "Holt vs. Holt"              |
| 1999       | Partners                                    | Джон Бунн                 | Епізод: "Пілот"                      |
| 2000       | Cold Shoulder                               | Rooney                    | Телевізійний фільм                   |
| 2001       | The Sports Pages                            | Френк                     | Телевізійний фільм                   |
| 2001       | Mysterious Ways                             | Joe Stanislaw             | Епізод: "Doctor in the House"        |
| 2001, 2002 | Справедлива Емі                             | Brian Whitaker            | 3 епізоди                            |
| 2001, 2018 | Закон і порядок: Спеціальний корпус         | Various roles             | 2 епізоди                            |
| 2002       | Guilty Hearts                               | Matt Moran                | Телевізіний фільм                    |
| 2002       | Третя зміна                                 | Джо                       | Епізод: "Unleashed"                  |
| 2002       | Recipe for Murder                           | Murray Maguire            | Телевізійний фільм                   |
| 2002–2003  | Boomtown                                    | Officer Ray Hechler       | 24 епізоди                           |
| 2004       | Everwood                                    | Mr. Curtis                | Епізод: "Controlling Interest"       |
| 2005       | Close to Home                               | Randy Stevens             | Епізод: "Double Life Wife"           |
| 2005       | Everybody Hates Chris                       | Art Wuliger               | 2 епізоди                            |
| 2006       | CSI: Місце злочину                          | Mr. Sullivan              | Episode: "Killer"                    |
| 2006       | Jesse Stone: Death in Paradise              | Norman Shaw               | Телевізійний фільм                   |
| 2007       | Las Vegas                                   | Ned Oshinski              | Епізод: "Barechested in the Park"    |
| 2007       | Частини тіла                                | Артур                     | Епізод: "Dr. Joshua Lee"             |
| 2007–2010  | Mixed Blessings                             | Hank                      | 25 епізодів                          |
| 2008       | Recount                                     | Clay Roberts              | Телевізійний фільм                   |
| 2008       | Danny Fricke                                | Whitaker                  | Телевізійний фільм                   |
| 2009       | 4исла                                       | Joe Thibodeaux            | Episode: "Arrow of Time"             |
| 2009       | Мертва справа                               | Vinnie Buonaforte / Brown | Епізод: "Witness Protection"         |
| 2010       | Блакитна кров                               | Jimmy Burke               | Епізод: "After Hours"                |
| 2011       | Flashpoint                                  | Sgt. Oliver MacCoy        | Episode: "No Promise"                |
| 2011       | Criminal Minds: Suspect Behavior            | William Meeks             | Episode: "Here Is the Fire"          |
| 2011       | Касл                                        | Ralph Carbone             | Episode: "Slice of Death"            |
| 2011       | Незабутнє                                   | Lt. Willard               | Episode: "With Honor"                |
| 2012       | Hornet's Nest                               | Seth                      | Television film                      |
| 2012       | Менталіст                                   | Stephen Hannigan          | Episode: "Red Dawn"                  |
| 2012, 2013 | Божевільні                                  | Herb Rennet               | 3 епізоди                            |
| 2013       | В полі зору                                 | Stu Sommers               | Episode: "Nothing to Hide"           |
| 2014       | Justified                                   | Kemp                      | Episode: "Raw Deal"                  |
| 2014       | Кістки                                      | Bob Gordon                | Episode: "The Purging of the Pundit" |
| 2014       | Вічність                                    | Norman Sontag             | Епізод: "The Man in the Killer Suit" |
| 2015       | Залишені                                    | Neil                      | Епізод: "International Assassin"     |
| 2016       | Державний секретар                          | Tom Ryan                  | Епізод: "Invasive Species"           |
| 2016       | Морська поліція: Новий Орлеан               | Dr. Steven Bellamy        | Епізод: "Second Line"                |
| 2016       | Анатомія Грей                               | Micah                     | Епізод: "You Haven't Done Nothin'"   |
| 2017       | Правосуддя Чикаго                           | William O'Boyle           | 2 епізоди                            |
| 2018       | Криміналісти: мислити як злочинець          | James Odenkirk            | Епізод: "Last Gasp"                  |
| 2019       | Фатальний патруль                           | Big D                     | Епізод: "Frances Patrol"             |
| 2022       | Women of the Movement                       | Clarence Strider          | 5 епізодів                           |

## Зовнішні посилання
- Гері Басараба на сайті IMDb (англ.)